# Sumatratrogon
Sumatratrogon (Apalharpactes mackloti) är en fågel i familjen trogoner inom ordningen trogonfåglar.

## Utseende och läte
Sumatratrogonen är en färgglad fågel, med olivgrönt på huvud och bröst, lysande gult på strupe och buk, blågrå rygg, röd näbb och blågrön bar hud i ansiktet. Hanen har mörkt rödaktig övergump, vilket honan saknar. Bland lätena hörs en hård fallande drill och en visslande serie som i engelsk litteratur återges som "wih-whee-whirrr!".

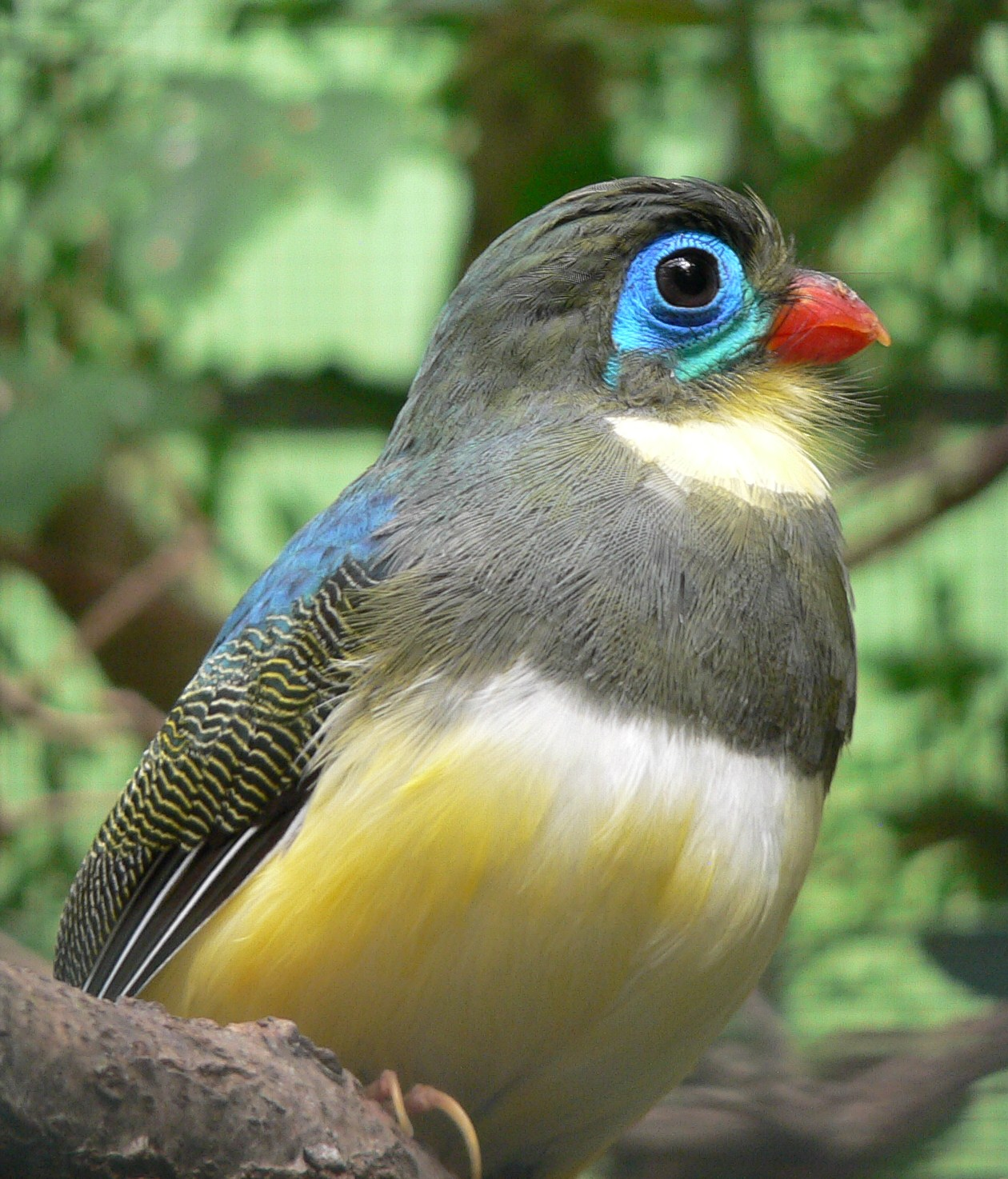

## Utbredning och systematik
Fågeln förekommer på Sumatra, i Barisanbergen. Den behandlas som monotypisk, det vill säga att den inte delas in i några underarter.

## Levnadssätt
Sumatratrogonen hittas i bergsskogar på mellan 750 och 2200 meters höjd. Den är rätt trög i rörelserna och sitter mest blick stilla på medelhög höjd i träden. När den födosöker eller skräms upp flyger den med svirrande vingslag.

## Status och hot
Arten har ett stort utbredningsområde, men tros minska i antal, dock inte tillräckligt kraftigt för att den ska betraktas som hotad. Internationella naturvårdsunionen IUCN listar arten som livskraftig (LC).